# Cal Munt
Cal Munt és una masia situada al municipi de Navès, a la comarca catalana del Solsonès.